# Nam Hồng (phường)
Nam Hồng là một phường thuộc thị xã Hồng Lĩnh, tỉnh Hà Tĩnh, Việt Nam.

## Địa lý
Phường Nam Hồng nằm ở trung tâm thị xã Hồng Lĩnh có vị trí địa lý:
- Phía đông và phía nam giáp phường Đậu Liêu ranh giới là dãy núi Hồng Lĩnh
- Phía tây giáp xã Thuận Lộc
- Phía bắc giáp phường Bắc Hồng.

Phường Nam Hồng có diện tích 4,69 km², dân số năm 2021 là 9.320 người, mật độ dân số đạt 1.987 người/km².
Từ xa xưa trên địa bàn phường Nam Hồng đã có tuyến kênh Nhà Lê nối từ  kinh đô Hoa Lư đến Đèo Ngang đi qua, là tuyến đường thủy đầu tiên trong lịch sử Việt Nam và được coi là tuyến đường Hồ Chí Minh trên sông vì những đóng góp cho các cuộc chiến tranh của người Việt.

## Hành chính
Phường Nam Hồng được chia thành 8 tổ dân phố: 1, 2, 3, 4, 5, 6, 7, 8.

## Lịch sử
Ngày 2 tháng 3 năm 1992, Hội đồng Bộ trưởng ban hành Quyết định số 67-HĐBT tách xã Thuận Lộc thuộc huyện Can Lộc để thành lập thị xã Hồng Lĩnh.
Ngày 11 tháng 3 năm 1992, Ban Tổ chức và Cán bộ Chính phủ ban hành Quyết định số 112/TCCP thành lập phường Nam Hồng trên cơ sở tách 470 ha và 1.362 hộ với 3.785 nhân khẩu của xã Thuận Lộc.